# Gabriel Mariotto
Juan Gabriel Mariotto (Lomas de Zamora, 9 de noviembre de 1964) es un político, periodista y docente argentino, ex decano de la Facultad de Ciencias Sociales de la Universidad Nacional de Lomas de Zamora (UNLZ). Ejerció la vicegobernación de la provincia de Buenos Aires. Además fue el presidente de la Autoridad Federal de Servicios de Comunicación Audiovisual (AFSCA), encargada de regular los medios de comunicación en Argentina. También ha incursionado en la radio y el periodismo, actualmente conduce el programa "Patria Para Todos", los lunes a las 11 por Radio Caput.

## Biografía

### Estudios y carrera profesional
Es licenciado en Periodismo y en Comunicación Social por la Universidad Nacional de Lomas de Zamora, donde comenzó su carrera como docente en 1994. De 2004 a 2009 ejerció como decano de la Facultad de Ciencias Sociales. Actualmente es titular de la cátedra Periodismo y Literatura en la misma casa de estudios. En mayo del 2014 fue reelecto decano unánimemente, tras la renuncia de Santiago Aragón.
Durante la última dictadura militar, en los fondos de su casa paterna, en la calle Garibaldi, de Lomas, había montado  FM Ciudades una de las tantas FM libres que aparecieron en los ’80, y que eran perseguidas.
Sus profesores lo recuerdan como un militante comprometido con los problemas sociales que recorría los pasillos con un libro de Walsh bajo el brazo.[cita requerida]
Desde el 12 de noviembre de 2014 también es director de fútbol del Club Atlético Bánfield, del cual es hincha.

### Carrera cinematográfica
Fue director, productor y guionista de cine. En 1998 dirigió y escribió el mediometraje Perón vuelve, donde se cuentan la historia del General Perón durante el exilio, en España y su regreso al país del 17 de noviembre de 1972.
En 1999 dirigió, junto a Gustavo Gordillo el documental Padre Mugica, basada en la vida del religioso del mismo nombre, quien fue asesinado en 1974 por la Triple A. Para el mismo, fueron entrevistado, entre otros, Marta Mugica, Enrique Evangelista, Marilina Ross y Juan Manuel Abal Medina. En ese mismo año, también produjo el documental P4R+ Operación Walsh, dirigido por Gustavo Gordillo, el cual trata acerca de la vida de Rodolfo Walsh, con los testimonios de Rogelio García Lupo, Ricardo Piglia, Poupeé Blanchard, Patricia Walsh, Osvaldo Bayer, Mario Firmenich, Lilia Ferreyra, Martín Caparrós, David Viñas y Carlos Walsh, entre otros.

### Inicio de su carrera política
Desde junio de 2003, a comienzos del mandato de Néstor Kirchner, Mariotto se desempeñó como subsecretario de la Secretaría de Medios de Comunicación de la Jefatura de Gabinete de Ministros. Fue reconfirmado en ese cargo por la presidenta Cristina Fernández de Kirchner al asumir el mando.
El 1 de abril de 2008 fue nombrado interventor del Comité Federal de Radiodifusión (COMFER), tras la renuncia de su antecesor Julio Bárbaro, referente histórico del peronismo nacional. A principios de septiembre de 2009 fue adicionalmente nombrado coordinador del programa gubernamental Fútbol para Todos, dependencia de la Jefatura de Gabinete encargada de gestionar los derechos de transmisión del fútbol argentino después de que la Asociación del Fútbol Argentino (AFA) rescindiera su contrato con la empresa Televisión Satelital Codificada, vinculada al Grupo Clarín.

### Elecciones 2009

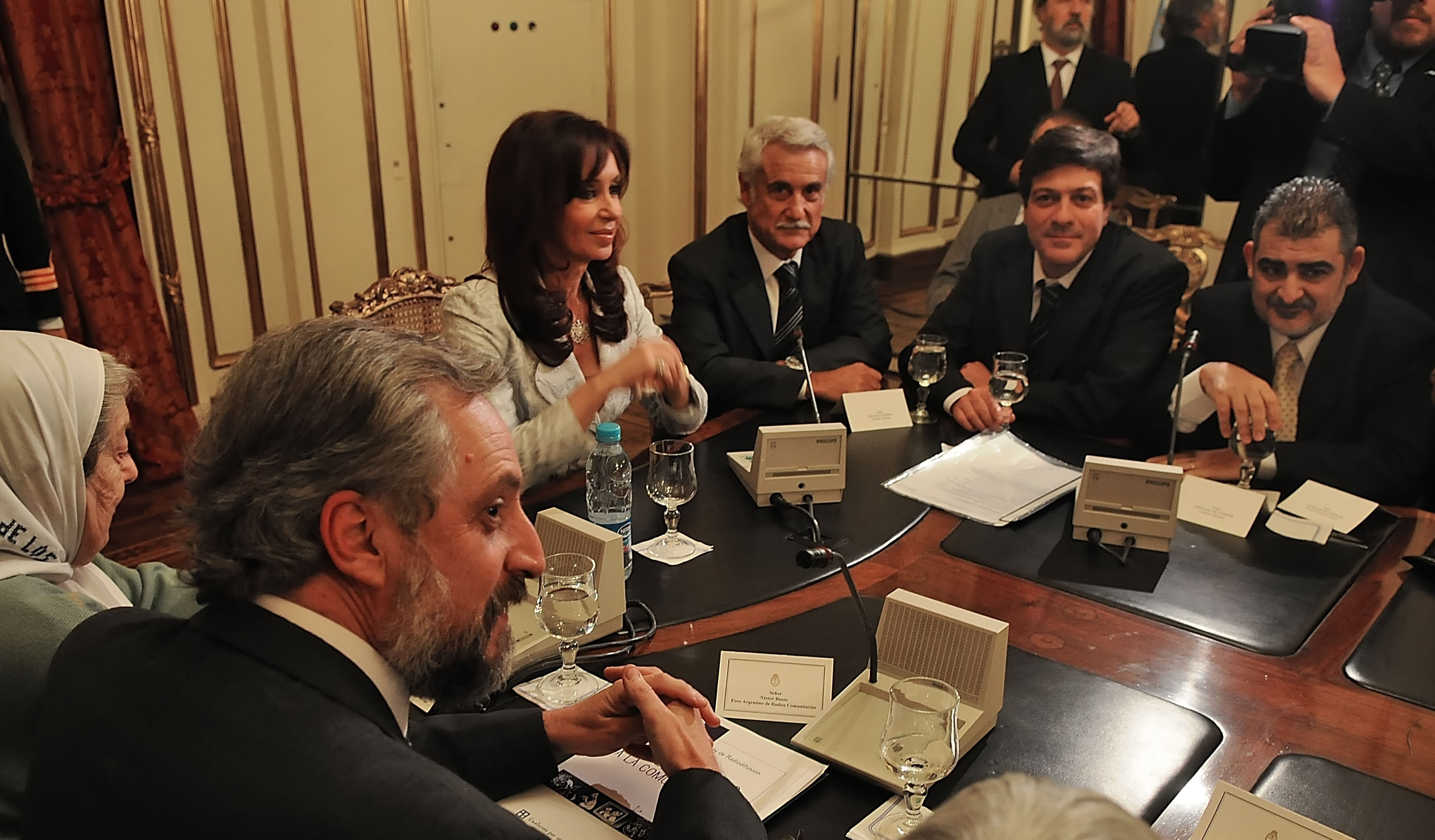
Gabriel Mariotto (segundo desde la der.) en una reunión con la presidenta Cristina Fernández de Kirchner, Enrique Albistur y representantes de la Coalición por una Radiodifusión Democrática.

En las elecciones legislativas del 28 de junio de 2009 Gabriel Mariotto fue elegido concejal por el partido de Lomas de Zamora por el Partido de la Victoria, acompañando al Frente Justicialista para la Victoria. Ya en las elecciones de 2007 había sido precandidato a intendente de ese distrito.

### Ley de Servicios Audiovisuales
Durante 2009 fue uno de los principales impulsores y redactores del proyecto de Ley de Servicios de Comunicación Audiovisual, una iniciativa que el oficialismo planeaba desde 2006, y el responsable de presentarlo oficialmente a nombre del gobierno de Cristina Fernández. Además fue el encargado de defenderlo como titular del COMFER en las audiencias públicas que se llevaron a cabo durante el tratamiento de la ley, sancionada y promulgada el 10 de octubre de 2009.

### Elecciones 2011
En 2011, fue elegido vicegobernador de la provincia de Buenos Aires, por el período 2011-2015, acompañando en la fórmula del Frente para la Victoria a Daniel Scioli, quien fue reelegido en su cargo de gobernador.